# Felix Felixovič Jusupov
Felix Felixovič kníže Jusupov, hrabě Sumarokov-Elston (rusky Фéликс Фéликсович Юсýпов, граф Сумароков-Эльстон; 23. března 1887, Petrohrad – 27. září 1967, Paříž) byl ruský kníže z významného rodu Jusupovů a jeden z vrahů Grigorije Jefimoviče Rasputina.

## Mládí
Jusupovova rodina byla tatarského původu a patřila k nejbohatším v Rusku. Své bohatství nabyli už dříve při osidlování Sibiře, kde podnikali v těžebním průmyslu a v kožešnictví.
Felix zdědil ohromný majetek po svém bratrovi Nikolaji Felixoviči, který byl zabit v souboji, a stal se tak po panovníkovi nejbohatším Rusem své doby. Vedl divoký život. Byl zřejmě homosexuál, z čehož se pokoušel vyléčit několika sezeními se „svatým“ starcem Rasputinem, při nichž se u Jusupova mohla rozvinout chorobná nenávist k této osobě. Též se spekulovalo, že měl sexuální vztah s velkoknížetem Dmitrijem Pavlovičem.
V letech 1909–1912 studoval na Oxfordu. 22. února 1914 se oženil s neteří cara Mikuláše II. princeznou Irinou Alexandrovnou, s níž měl dceru Irinu, které říkali „Bebe“.

## Atentát na Rasputina
Jusupov se spolu s poslancem dumy Vladimírem Puriškevičem, synovcem cara Dmitrijem Pavlovičem, lékařem Stanislavem Lazavertem a několika dalšími rozhodli spáchat atentát na Rasputina.
Ve výpovědích vrahů vypadala celá akce následovně. Dohodli se na tom, že Jusupov vláká Rasputina k sobě domů do sklepní místnosti pod záminkou seznámení s Jusupovovou manželkou Irinou, carovou neteří. K setkání skutečně došlo 16. prosince 1916. Jusupov zůstal v místnosti s Rasputinem sám s tím, že Irina nakrátko odešla a brzy se vrátí. Jusupov nabídl Rasputinovi zákusky a víno, které byly předtím otráveny kyanidem, ten však zprvu nechtěl nic jíst ani pít. Až po delší době, zatímco nucený rozhovor vázl, začal Rasputin pít a jíst, kyanid však neúčinkoval. Zmatený Jusupov po konzultaci s komplici ukrytými ve vedlejší místnosti vytáhl pistoli a střelil Rasputina do prsou. Rasputin byl pokládán za mrtvého, ale nečekaně v době chvilkové nepřítomnosti atentátníků se vzchopil a místnost opustil. Puriškevič po něm několikrát vystřelil venku před Jusupovovým palácem, až Rasputin padl bezvládný k zemi. Jusupov se pak na ležící tělo vrhl a svým „kloubovým zabijákem“ ho bil po hlavě a obličeji. Jak později tvrdil, zdálo se mu, že je Rasputin stále živý, pohybují se mu oči a chroptí. Z nedaleko stojícího auta vystoupili Dimitrij Pavlovič s Lazavertem, Rasputina naložili do kufru, odjeli k řece Něvě, do které poté hodili tělo. Jusupov později tvrdil, že Rasputina zavraždil proto, že nesnesl jeho skandální život.
Policejní vyšetřování, které nařídila carevna, však tuto verzi událostí vyvrátilo. Podle zjištění policistů byl Grigorij Jefimovič Rasputin před smrtí brutálně týrán, dvě střely do zad ho nezabily. Zabila ho až střela z bezprostřední blízkosti do hlavy, která však byla nejspíše jen ranou z milosti po předchozím mučení.

## Život v exilu

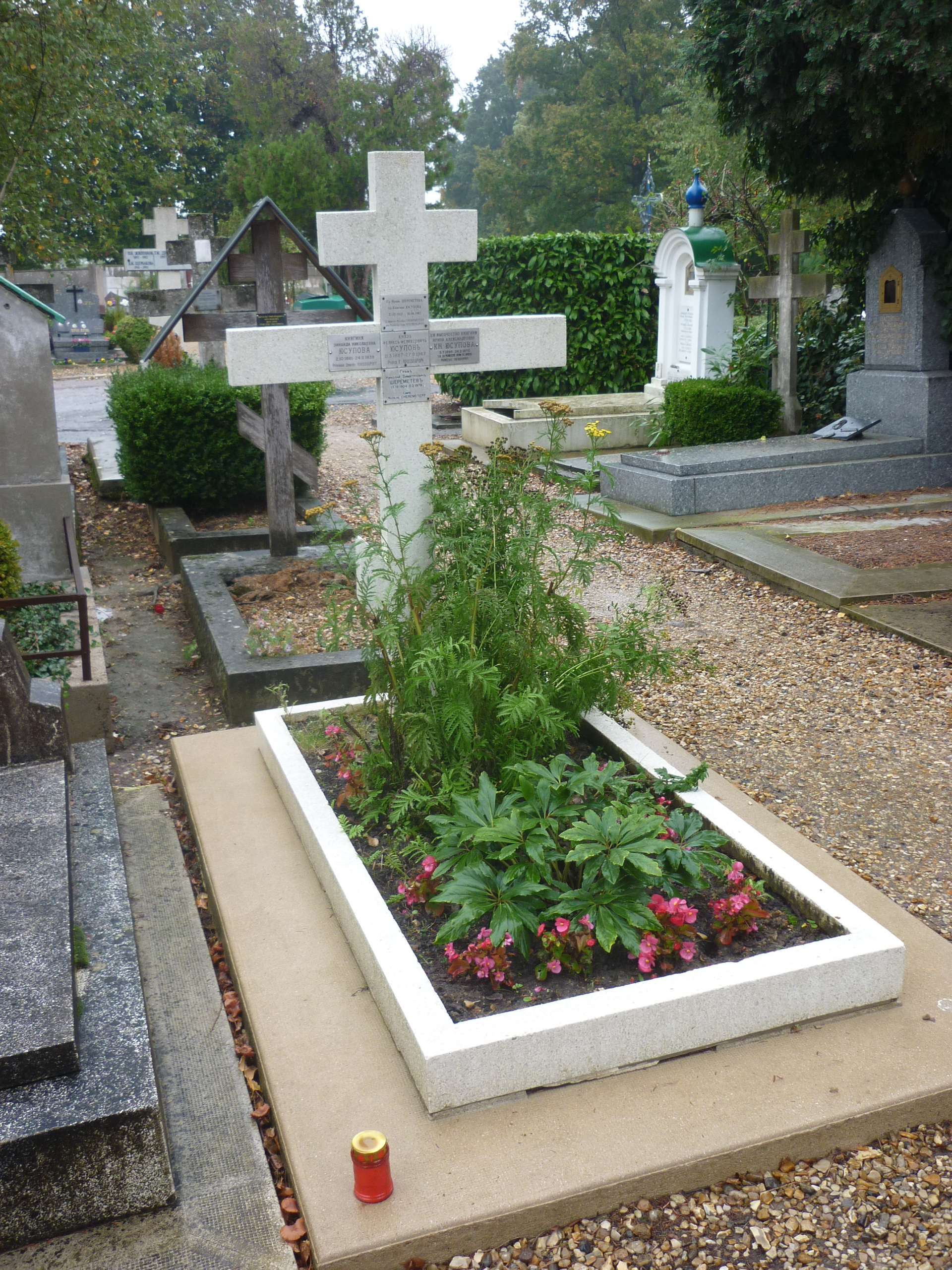
Náhrobek knížat Jusupovových: Felixe, Zenaidy, Iriny a hraběnky Iriny a Nikolaje Šeremetěvových na hřbitově Sainte-Geneviève-des-Bois.

Po abdikaci cara se Felix vrátil do svého paláce, kde si před cestou do exilu vyzvedl několik cenností. Byly to např. dva obrazy od Rembrandta a další klenoty. Poté s rodinou odjel na Krym a odtud z Jalty je odvezla britská válečná loď do Itálie. V Itálii kvůli dokladům museli podplatit diamanty úředníky, načež odcestovali vlakem do Paříže. Nějaký čas byli ubytováni v hotelu a pak odjeli do Londýna. V roce 1920 se vrátili do Paříže a koupili si dům.
V roce 1932 byl natočen film Rasputin a carevna. Jusupov a jeho žena Irina úspěšně žalovali vydavatelství, poněvadž film tvrdí, že Irina byla Rasputinem znásilněna. Vydělali si tak 25 000 liber. Po zbytek svého života byl Felix pronásledován Rasputinovou smrtí a nočními můrami. Zemřel 27. září 1967 v Paříži a je pohřben, na ruském hřbitově v Sainte-Geneviève-des-Bois.